# Casa Eulàlia Tarragó
La Casa Eulàlia Tarragó és una obra modernista de Barcelona protegida com a Bé Cultural d'Interès Local.

## Descripció
La Casa Eulàlia Tarragó es troba al carrer Poeta Cabanyes, al Poble Sec. És un edifici entre mitgeres que consta de planta baixa, cinc pisos i terrat. S'obren tres obertures per planta seguint els mateixos eixos longitudinals. Els de la planta baixa tenen forma mixtilínia i es corresponen amb la porta de veïns, al centre, i dos locals comercials; el parament en aquest nivell combina el maó amb carreus de pedra llisos i altres d'acabat rugós. Les del primer pis també són mixtilinies i donen a balcons individuals amb barana de ferro forjat i llosana de pedra motllurada; les obertures estan emmarcades amb maó igual que un sòcol que recorre aquesta planta. Al segon pis les obertures són allindades i donen a balcons individuals amb barana de ferro forjat, llosana de pedra i, la part inferior, decorada amb uns tirants de ferro forjat amb motius florals. Les llindes estan decorades amb relleus vegetals i a l'espai entre els balcons s'han encastat uns plafons ceràmics. Al tercer pis hi ha n balcó corregut de característiques similars als altres però recolzat sobre dos grans mènsules de maó esglaonades. Les llindes tenen un espai buit al centre flanquejat per dos relleus vegetals. El parament del segon i tercer pis està decorat amb petits motius esgrafiats i un fris, també esgrafiat, a la part superior. Al quart pis torna a haver un balcó corregut però aquest sense mènsules. Les obertures tenen la llinda decorada amb relleus vegetals. El parament està decorat amb un sòcol de maó on es recolza un motiu ceràmic de dents de serra; la resta del parament és llis. Al darrer pis s'obren tres balcons individuals amb la llosana decorada amb ceràmica vidriada i les llindes estan decorades amb motius esgrafiats. Per sobre hi ha ulls de bou amb decoració de pedra calada als laterals, i de ceràmica al centre.
El coronament està format per tres arcs cecs de maó, rebaixats els laterals i peraltat el central, que reposen sobre mènsules de maó i relleus vegetals. Per sobre dels arcs laterals hi ha la barana de tancament del terrat i sobre l'arc central es recolza una coberta a quatre aigües. En el mur que queda dins de l'arc central hi ha un element de forja que recorda un ocell.

## Història
Malgrat el projecte és del 1911, l'edifici no es va construir fins al 1915-1916.